# Vincze Mária
Vincze Mária Magdolna (Kolozsvár, 1942. február 12. –) közgazdász, egyetemi tanár, az MTA külső tagja.

## Életpályája
Középiskoláit a kolozsvári 11. sz. Líceumban végezte 1960, majd a Babeș–Bolyai Tudományegyetemen matematika–fizika tanári (1960–65) és közgazdasági (1965–70) diplomát szerzett. A közgazdaságtudományok doktora címet a bukaresti Közgazdasági Akadémián megvédett dolgozatával nyerte el 1977-ben.
1966–76 között a kolozsvári Mezőgazdasági Főiskolán dolgozott matematikusi beosztásban, 1977 óta a Babeș–Bolyai Tudományegyetem Közgazdaság- és Gazdálkodástudományi Karán tanít, jelenleg professzor. 2000 előtt az EME Közgazdaság-, Jog- és Társadalomtudományok Osztálya-, valamint a Romániai Magyar Közgazdász Társaság keretében működött vezetői beosztásban, és jelenleg is aktívan részt vesz ezek munkájában. 2000–2007 között a Babeş-Bolyai Tudományegyetemen a közgazdasági szakon a magyar tagozat beindítója és vezetője volt. 2019-ben a Magyar Tudományos Akadémia külső tagjává választották.

## Munkássága
Szakterülete: agrár-közgazdaságtan, agrárpolitika és vidékfejlesztés, az európai integráció gazdaságtana. Kutatási témái: a matematikai modellek alkalmazása a közgazdaságtanban, az európai regionális és vidékfejlesztési programok alkalmazásának problémái.
Első tanulmányait 1967-ben a Comptes Rendues Acad. Sci., Paris (Vincze Jánossal együtt), majd a Revista de Statistică (Bukares 1969), a Statisztikai Szemle (Budapest 1971) közölte. Közel kétszáz szaktanulmánya jelent meg román és külföldi szakfolyóiratokban (Korunk, Statisztikai Szemle, Gazdálkodás, Studia Universitatis Babeş-Boyai Seria Oeconomia, Bulletin of the University of Agricultural and Veterinary Medicine, Tér és Társadalom, Területi Statisztika, stb.), valamint gyűjteményes és konferenciakötetekben: Transition in Central and Eastern Europe (Kolozsvár 1997); Hagyományos térségek megélhetési szerkezete (Budapest 1998); European Tradition and Experiences (Kolozsvár 1999); Post-Communist Romania. Coming to Terms with Transition (New York 2001); Economia creşterii agroalimentare (Bukarest 2002); Tudásalapú társadalom (Miskolc 2003); Tratat de economie a agriculturii (Bukarest 2003); A vidéki Magyarország az EU-csatlakozás előtt (Pécs 2003); Dezvoltare şi integrare în condiţiile de tranziţie (Kolozsvár 2003); Regional and rural developement interface (Kolozsvár 2004); Regional and rural economics (Kolozsvár 2005); Túlélő falvak. Gondok és tervek a Kárpát-medencében (Stockholm–Budapest 2005); Evaluarea stării economiei naţionale (Bukarest 2005); Északnyugat-Erdély (Pécs–Budapest 2006); Rural Balkans and EU Integration (Milánó 2006).
Romániai vezetője vagy résztvevője több nemzetközi kutatási projektnek: ACE-Phare: Agricultural restructuring and rural employment in Bulgaria and Romania (1995–97); ACE-Phare: Wage inequality during economic transition in East-Central Europe (1997–98); Phare Ro: Dezvoltarea rurală în România (1997–98); FP5: Rural Employment and Agricultural Perspective in the Balkan Applicant Countries (2001–2004); DG-AGRI-EC: Study on Employment in Rural Areas (2005); FP6-CEEC AGRI POLICY (2005–2007); FP6-CLAVIER (2006–2009); FP7 Rural Jobs (2008–2010).
A romániai magyar természettudományos irodalomról összefoglaló tanulmánya jelent meg a Koppándi Sándor szerkesztette Romániai magyar nemzetiség (Bukarest 1981) című kötetben. Szerkesztésében jelent meg Werner Heisenberg A részben az egész című kötete (Bukarest 1982, Téka sorozat). Részt vett a Matematikai kislexikon (társszerzők Maurer Gyula, Orbán Béla, Szilágyi Pál, Bukarest 1983, Kriterion Kézikönyvek sorozat) összeállításában.

### Kötetei
- Kibernetika, idegrendszer, számítógép (Vincze Jánossal, Bukarest 1977, Korunk Könyvek sorozat)
- Metode de analiză a activităţii economice a unităţilor agricole (B. Samochisszal, Bukarest, 1977)
- Modelarea problemelor decizionale în sistemul agricol de producţie (többekkel, Bukarest, 1982)
- Politici agricole în lume. Teorii şi realităţi (Kolozsvár, 1999)
- Köllő János–Vincze Mária: Self-employment, unemployment and wages. Regional evidence from Hungary and Romania; Institute of Economics HAS–Department of Human Resources Budapest University of Economics, Bp., 1999 (Budapest working papers on the labour market)
- Régió- és vidékfejlesztés. Elmélet és gyakorlat (Kolozsvár, 2000)
- Vidéki helyzetelemzés. Kászoni esettanulmány (Csíkszereda, 2002)
- Economie agroalimentară. Teorii şi realităţi (Kolozsvár, 2002)
- Románia vidékpolitikája felül- és alulnézetből (Pécs, 2005)
- Európa gazdaságtana. Az európai gazdasági integráció elméleti és gyakorlati kérdései (Kolozsvár, 2008)